# Russocampus polchaninovae
Russocampus polchaninovae là một loài nhện trong họ Linyphiidae.
Loài này thuộc chi Russocampus. Russocampus polchaninovae được Andrei V. Tanasevitch miêu tả năm 2004.